# Lutzomyia claustrei
Lutzomyia claustrei är en tvåvingeart som beskrevs av Abonnenc E., Léger N., Fauran P. 1979. Lutzomyia claustrei ingår i släktet Lutzomyia och familjen fjärilsmyggor. Inga underarter finns listade i Catalogue of Life.